# 多田鼎
多田 鼎（ただ かなえ、1875年（明治8年）10月3日  - 1937年（昭和12年）12月7日）は、日本の学僧、宗教家。愛知県出身。大谷派伝道講究院初代院長を務めた。

## 来歴
愛知県宝飯郡五井村（現在の蒲郡市）の常円寺で生まれる。 
1896年（明治29年）に真宗大学へ進学、白川党（清沢満之らによる宗派変革活動）に加わったため、退校処分となる。（次年には復校が許可される）
1900年（明治33年）、清沢満之の仮宅浩々洞において暁烏敏、佐々木月樵などと「精神主義」に身を投じる。
また、浩々洞の機関誌『精神界』の刊行を1901年（明治34年）に始める。
1902年（明治35年）真宗大学の嘱託教授に就任する。（同年11月、真宗大学の学生による「関根仁応排斥運動」の責任を取るために当時の真宗大学学長清沢満之と連れ立って辞任）
1914年（大正3年）には「動転」により、清沢とは立場を異にすることになる（詳細後述）。
1923年（大正12年）には雑誌『みどりご』を刊行し、1924年（大正13年）には大谷派伝道講究院初代院長となる。

## 宗教的「動転」
1914年（大正3年）、多田鼎は雑誌『精神界』（第14巻第9号　大正3年9月号）に「私は是の如く動転せり」を、同じく『精神界』（第14巻第11号　大正3年11月号）に「願はくば我が昨非を語らしめよ」を掲載し、自身の宗教的思考が「動転」したことを公表した。以後「精神主義」から旧来的な信仰に変わり、清沢満之の思想とは異なるものとなる。

## 著書
- 『正信偈講話』[13]
- 『正信偈本義』[14]
- 『歎異鈔講話』[15]